# Медвежья (приток Щугора)
Медве́жья — река в России, протекает по территории Вуктыльского округа в Республике Коми. Устье реки находится в 10 км по левому берегу реки Щугор. Длина реки составляет 24 км.
Река начинается у развалин бывшего шахтёрского посёлка в трёх километрах к востоку от деревни Кырта. Генеральное направление течения — север, в верхнем течении река течёт параллельно Печоре, к востоку от неё, отделена грядой холмов. Всё течение проходит по ненаселённой, холмистой тайге. Впадает в Щугор в 10 км к юго-востоку от деревни Усть-Щугор. Ширина реки в нижнем течении — 12 метров, скорость течения — 0,5 м/с.

## Притоки
- 10 км: Тарнойтаёль (правый)
- 16 км: Большой (правый)
- Грибной (правый)
- Лосиный (правый)

## Данные водного реестра
По данным государственного водного реестра России относится к Двинско-Печорскому бассейновому округу, водохозяйственный участок реки — Печора от водомерного поста у посёлка Шердино до впадения реки Уса, речной подбассейн реки — бассейны притоков Печоры до впадения Усы. Речной бассейн реки — Печора.
Код объекта в государственном водном реестре — 03050100212103000062934.